# The War of Art
The War of Art — эпизод сериала «Симпсоны».

## Сюжет
Лиза усиленно намекает родителям, что хочет себе морскую свинку. Подписав фиктивный контракт, они отправляются в приют для морских свинок. Лиза долго не может решиться и им даже приходится переночевать в мотеле рядом с приютом. На утро наконец её выбор падает на перуанскую морскую свинку и они отправляются домой. Там Лиза строит домик, по её мнению максимально похожий на истинную среду обитания свинки, но она из него сбегает и прогрызает картину, которая висит в гостиной над диваном перед телевизором.
Симпсоны решают купить новую картину и отправляются на дворовую распродажу к Ванхутанам. Там они находят картину с маяком, которая очень трогает Мардж. Ванхутаны продают им её за 20 долларов. Дома Мардж снимает старую рамку с картины, что бы её заменить. Лиза замечает под рамкой подпись автора и находит в интернете, что он знаменит и картина может иметь какую-то ценность. Они отправляются к оценщику, который подтверждает подлинность картины и оценивает её в 80 — 100 тысяч долларов.
Мардж предлагает картину продать, а деньги поделить с Ванхутанами, но Гомер категорически не согласен. Они долго спорят и в конце концов Гомер убеждает Мардж ни чего не говорить Ванхутанам, но Милкхауз случайно подслушивает их разговор. Кирк с Луан узнают о реальной стоимости картины и ругаются с Симпсонами. Они приглашают телевизионщиков и дают им интервью про Симпсонов и их обман с картиной. Репортаж показывают по телевизору и это разделяет город на два лагеря, одни поддерживают Ванхутанов и требуют вернуть картину, другие поддерживают Симпсонов и считают, что те совсем не обязаны возвращать картину, так как честно купили её у них.
Симпсоны отправляются на аукцион, что бы продать картину, но посреди него вдруг появляется неизвестная женщина, которая встречалась с Кирком во время их с Луан развода, и заявляет, что картина принадлежит ей. Аукцион приостанавливается до выяснения обстоятельств. Луан с Кирком ругаются и она выгоняет его из дома. Гомер даёт Кирку приют в своём доме и расспрашивает его о картине. Он рассказывает ему историю о том, как он отправился с той женщиной в отпуск на остров Айла-Верде и там в кафе купил её, а она все врёт. Мардж уговаривает Гомера оставить картину в покое, так как от неё уже и так произошло много бед.
Тем не менее, Гомер тайком отправляется на Айла-Верде и берёт с собой Лизу в качестве эксперта. На острове они находят нужное кафе и подтверждают у хозяйки, что Кирк действительно покупал у них ту картину. Но здесь же они встречают незнакомого художника, который утверждает, что это он настоящий автор этой картины, талантливый фальсификатор. Экспертам тяжело распознать в его картинах подделку, он убеждает Гомера и Лизу, что искусство есть искусство и главный вопрос, который нужно задавать глядя на картину это «она вас тронула или нет?». Художник соглашается написать для них картины, что бы примерить Гомера с Маржд, Кирка с Луан и Гомера с искусством.